# Моравка (притока Остравіце)
Моравка (чеськ. Morávka)  — річка в Мораво-Сілезькому краю Чехії, права й основна притока Остравіце. Річище Моравки знаходиться на висоті 870 метрів у Моравсько-Сілезьких Бескидах, поблизу муніципалітету Старе Гамре. Загальна протяжність річки складає майже 30 кілометрів, а на 18 кілометрі від витоку ділиться дамбою, що утворює водосховище. Гирло річки знаходиться поблизу міста Фрідек-Містек, де Моравка впадає у Остравіце. Річка відноситься до останніх річок у передгір’ях Моравсько-Сілезьких Бескид із збереженою ділянкою так званого розгалуженого річкового узору, ця ділянка є  національною пам'яткою природи Чехії. 

## Протипаводкові заходи
Верхня течія Моравки розташована в центрі гірської місцевості, яка є однією з найбагатших на опади в Чехії, з річною сумою опадів від 1200 до 1300 мм. Таким чином, Моравка, у періоди значних опадів, розливалася та мала надзвичайно руйнівну силу. 
Починаючи з 1950-х років було проведено роботи з укріплення берегів річки та споруджено 27 об'єктів, а на початку 1960-х років була побудована дамба. Всі ці дії майже повністю убезпечили регіон від руйнівної сили повеней.

## Флора і Фауна

### Флора
Уздовж течії річки зустрічається липа дрібнолиста,  ясен, верба біла, верба ламка, дуб, явір і клен звичайний. Цікавими є популяції вільхи сірої, в'яза, німецької мікарії та далекосхідної гречки японської. 

### Фауна
У річці можна побачити мересницю річкову. Уздовж потоку у великій кількості гніздиться кулик звичайний і шпак, також часто можна побачити рибалочок.

## Природоохоронні території

### Національні пам'ятки природи
- Скаліцька Моравка

Недоторкана ділянка річки Моравки зі збереженим розгалуженим річковим узором та з супутніми природними насадженнями, до яких прив’язані популяції рідкісних або зникаючих видів рослин і тварин. Природоохоронна територія була заснована в 2006 році і охоплює 101,98 га вздовж річки Моравка.

### Пам'ятки природи
- Профіль Моравки

Каньйоноподібна ділянка природного гравійного потоку Моравки з порогами та поширенням заповідних та зникаючих видів рослин і тварин. Ця територія була оголошена пам'яткою природи в 1990 році й займає 49,64 га території.

## Галерея

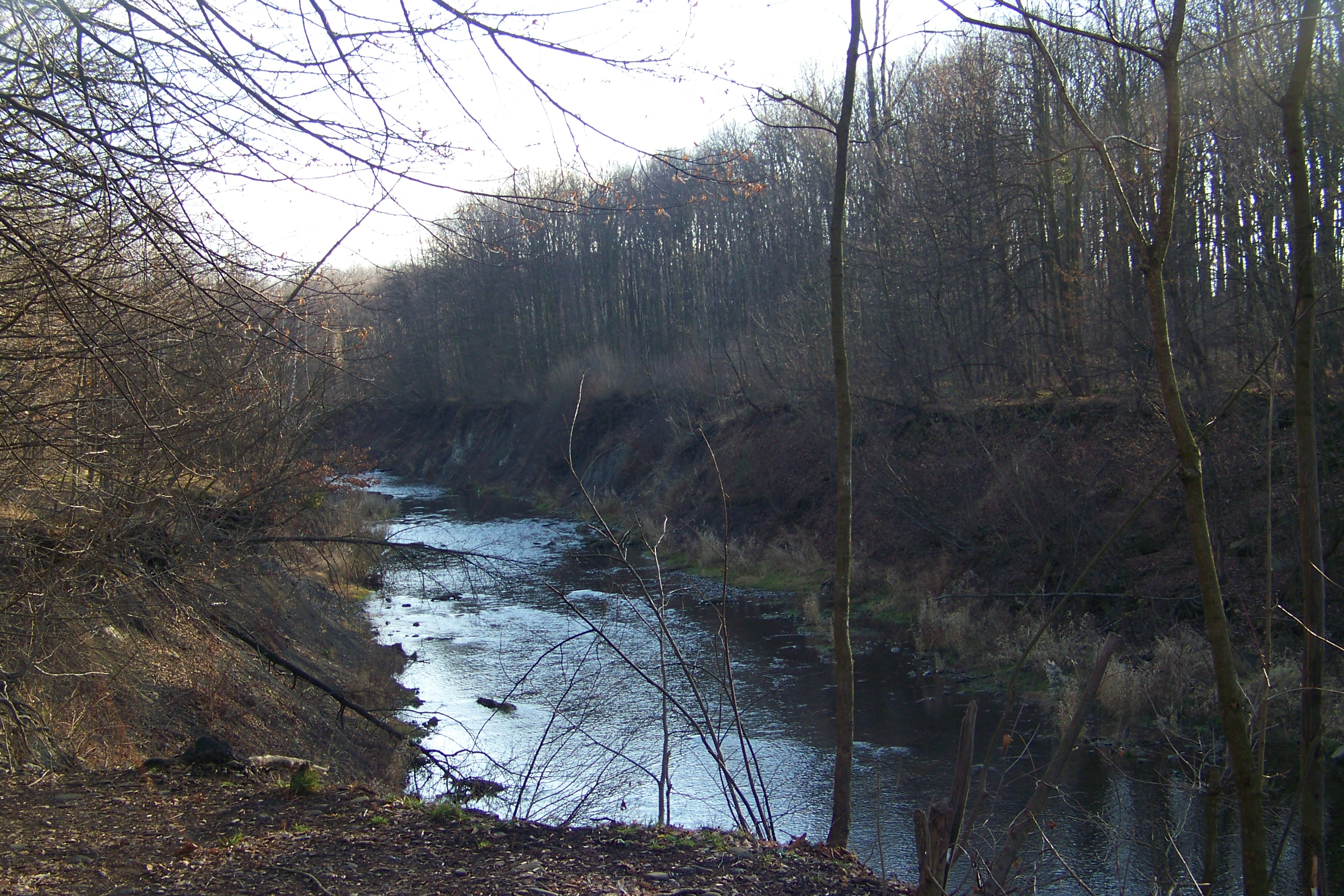
Моравка взимку
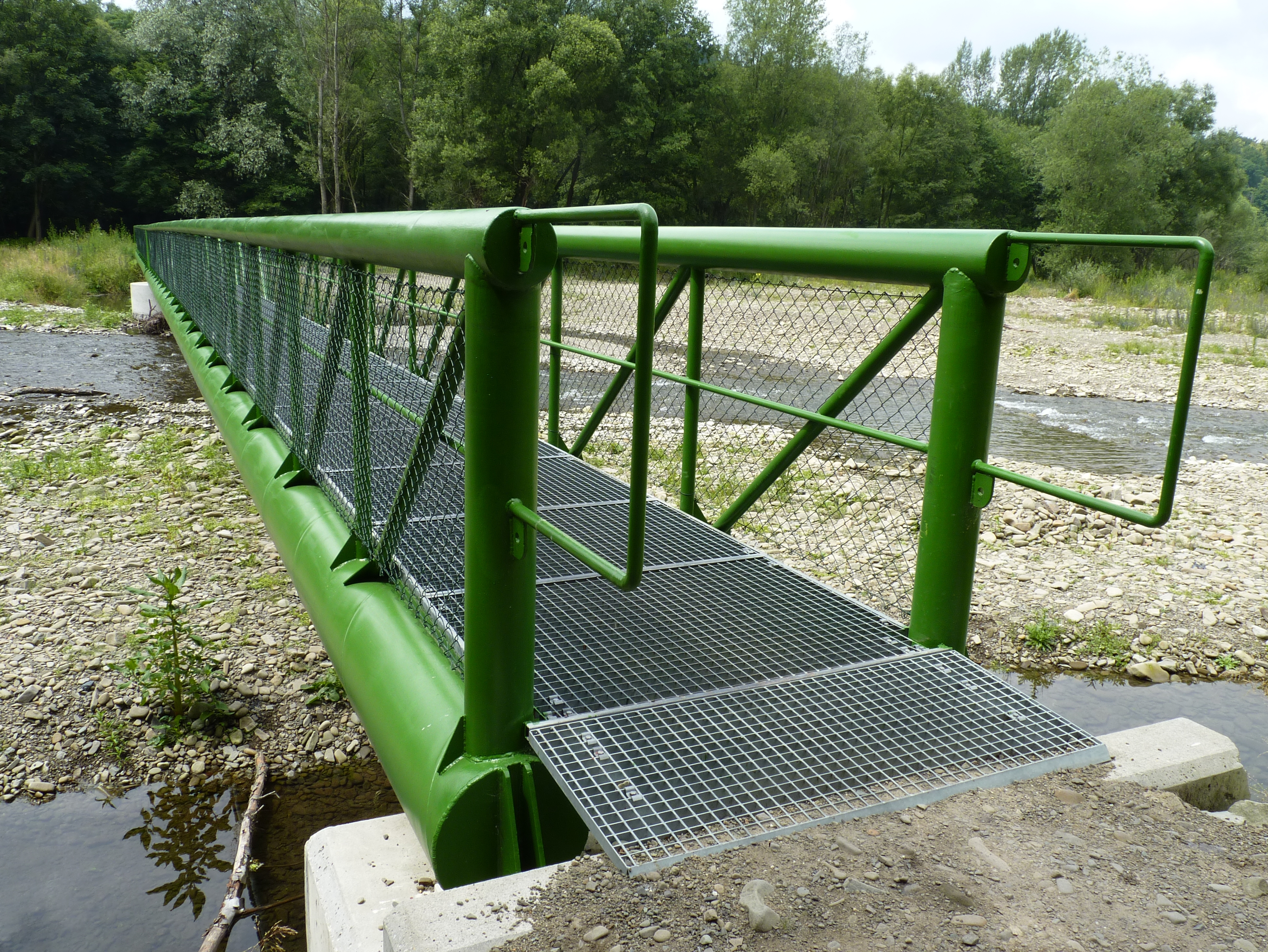
Пішохідний міст над Скаліцькою Моравкою
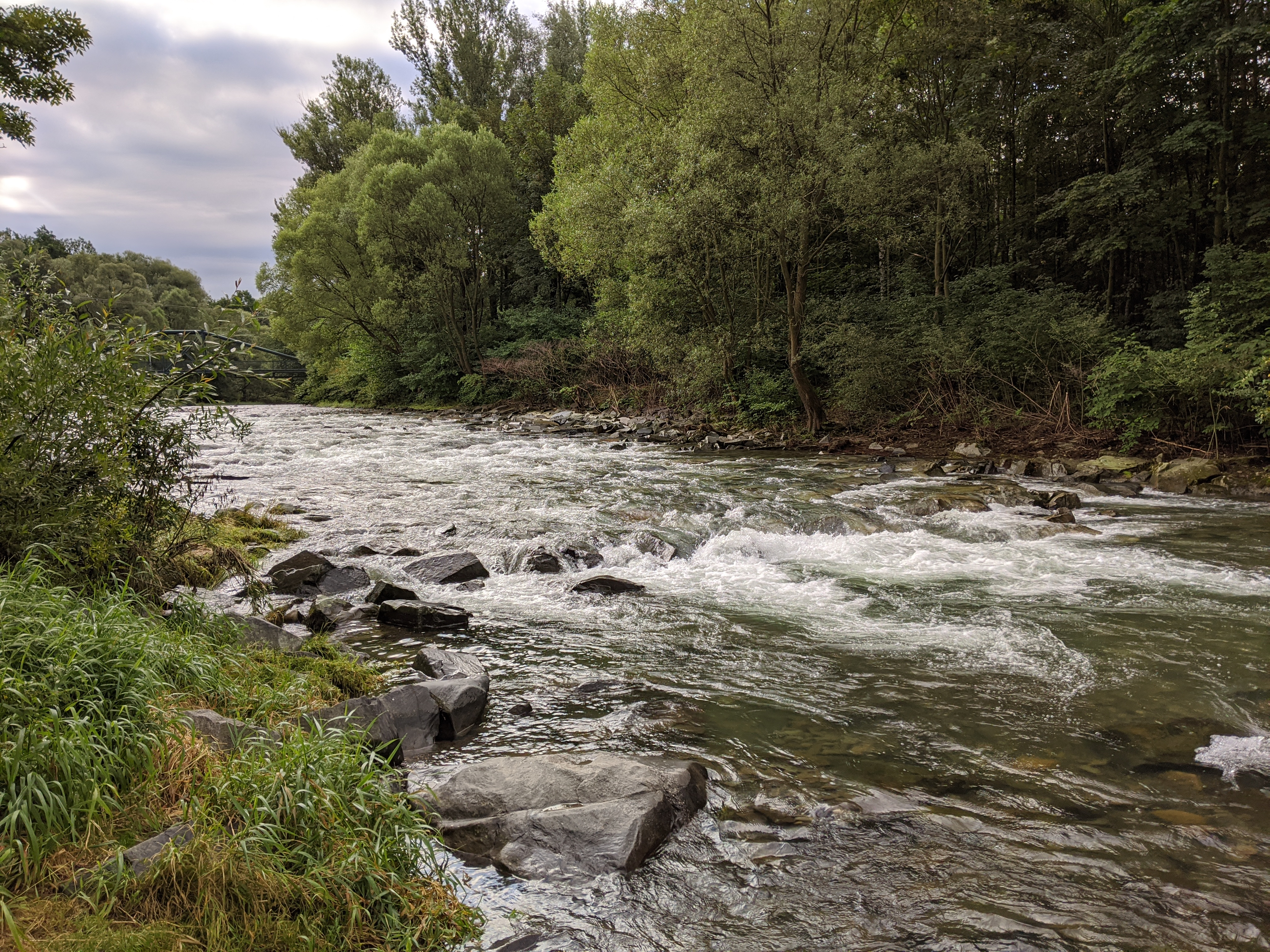
Моравка, муніципалітет Добра
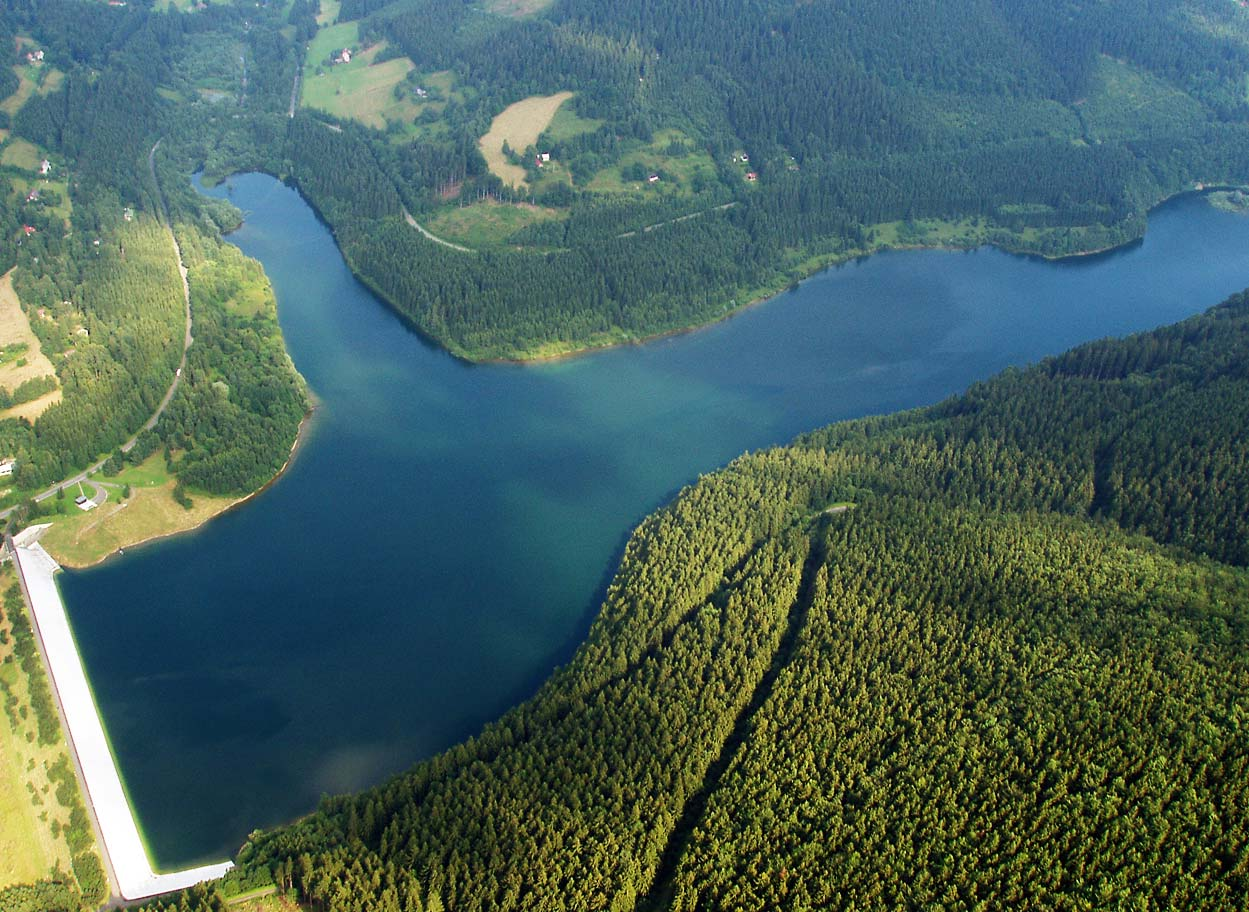
Водосховище над Моравкою